# Championnats d'Europe de cyclo-cross 2018
Navigation
Édition précédente Édition suivante
Les championnats d'Europe de cyclo-cross 2018 ont lieu les 3 et 4 novembre 2018 à Rosmalen, aux Pays-Bas.

## Résultats

### Hommes
| Épreuves        | Or                   | Argent         | Bronze          |
| --------------- | -------------------- | -------------- | --------------- |
| Élites          | Mathieu van der Poel | Wout van Aert  | Laurens Sweeck  |
| Moins de 23 ans | Tom Pidcock          | Eli Iserbyt    | Antoine Benoist |
| Juniors         | Pim Ronhaar          | Witse Meeussen | Thibau Nys      |

### Femmes
| Épreuves        | Or                         | Argent               | Bronze          |
| --------------- | -------------------------- | -------------------- | --------------- |
| Élites          | Annemarie Worst            | Marianne Vos         | Denise Betsema  |
| Moins de 23 ans | Ceylin del Carmen Alvarado | Inge van der Heijden | Fleur Nagengast |

## Classements

### Course masculine
| Pos                        | Cycliste               | Pays     | Temps           |
| -------------------------- | ---------------------- | -------- | --------------- |
|                            | Mathieu van der Poel   | Pays-Bas | 1 h 02 min 35 s |
| Médaille d'argent, Europe  | Wout van Aert          | Belgique | + 14 s          |
| Médaille de bronze, Europe | Laurens Sweeck         | Belgique | + 18 s          |
| 4                          | Michael Vanthourenhout | Belgique | + 30 s          |
| 5                          | Toon Aerts             | Belgique | + 33 s          |
| 6                          | Lars van der Haar      | Pays-Bas | + 37 s          |
| 7                          | Joris Nieuwenhuis      | Pays-Bas | + 1 min 08 s    |
| 8                          | Quinten Hermans        | Belgique | + 1 min 13 s    |
| 9                          | Gianni Vermeersch      | Belgique | + 1 min 15 s    |
| 10                         | Daan Soete             | Belgique | + 1 min 16 s    |

### Course masculine des moins de 23 ans
| Pos                        | Cycliste            | Pays            | Temps        |
| -------------------------- | ------------------- | --------------- | ------------ |
|                            | Tom Pidcock         | Grande-Bretagne | 50 min 22 s  |
| Médaille d'argent, Europe  | Eli Iserbyt         | Belgique        | + 30 s       |
| Médaille de bronze, Europe | Antoine Benoist     | France          | + 45 s       |
| 4                          | Ben Turner          | Grande-Bretagne | + 1 min 02 s |
| 5                          | Thomas Mein         | Grande-Bretagne | + 1 min 10 s |
| 6                          | Maxime Bonsergent   | France          | + 1 min 12 s |
| 7                          | Timo Kielich        | Belgique        | + 1 min 14 s |
| 8                          | Roel van der Stegen | Pays-Bas        | + 1 min 27 s |
| 9                          | Jens Dekker         | Pays-Bas        | + 1 min 32 s |
| 10                         | Loris Rouiller      | Suisse          | + 1 min 33 s |

### Course masculine des juniors
| Pos                        | Cycliste       | Pays      | Temps        |
| -------------------------- | -------------- | --------- | ------------ |
|                            | Pim Ronhaar    | Pays-Bas  | 44 min 53 s  |
| Médaille d'argent, Europe  | Witse Meeussen | Belgique  | + 14 s       |
| Médaille de bronze, Europe | Thibau Nys     | Belgique  | + 21 s       |
| 4                          | Jelle Vermoote | Belgique  | + 21 s       |
| 5                          | Jakub Ťoupalík | Tchéquie  | + 26 s       |
| 6                          | Ward Huybs     | Belgique  | + 27 s       |
| 7                          | Luke Verburg   | Pays-Bas  | + 32 s       |
| 8                          | Tom Lindner    | Allemagne | + 1 min 06 s |
| 9                          | Wout Vervoort  | Belgique  | + 1 min 12 s |
| 10                         | Ryan Cortjens  | Belgique  | + 1 min 14 s |

### Course féminine
| Pos                        | Cycliste            | Pays            | Temps        |
| -------------------------- | ------------------- | --------------- | ------------ |
|                            | Annemarie Worst     | Pays-Bas        | 40 min 24    |
| Médaille d'argent, Europe  | Marianne Vos        | Pays-Bas        | + 2 s        |
| Médaille de bronze, Europe | Denise Betsema      | Pays-Bas        | + 2 s        |
| 4                          | Sanne Cant          | Belgique        | + 10 s       |
| 5                          | Ellen Van Loy       | Belgique        | + 31 s       |
| 6                          | Loes Sels           | Belgique        | + 37 s       |
| 7                          | Alice Maria Arzuffi | Italie          | + 1 min 08 s |
| 8                          | Helen Wyman         | Grande-Bretagne | + 1 min 16 s |
| 9                          | Nikki Brammeier     | Grande-Bretagne | + 1 min 21 s |
| 10                         | Laura Verdonschot   | Belgique        | + 1 min 26 s |

### Course féminine des moins de 23 ans
| Pos                        | Cycliste                   | Pays     | Temps        |
| -------------------------- | -------------------------- | -------- | ------------ |
|                            | Ceylin del Carmen Alvarado | Pays-Bas | 40 min 31 s  |
| Médaille d'argent, Europe  | Inge van der Heijden       | Pays-Bas | + 22 s       |
| Médaille de bronze, Europe | Fleur Nagengast            | Pays-Bas | + 49 s       |
| 4                          | Jana Czeczinkarova         | Tchéquie | + 1 min 02 s |
| 5                          | Puck Pieterse              | Pays-Bas | + 1 min 21 s |
| 6                          | Yara Kastelijn             | Pays-Bas | + 1 min 28 s |
| 7                          | Sara Casasola              | Italie   | + 1 min 55 s |
| 8                          | Aniek van Alphen           | Pays-Bas | + 2 min 08 s |
| 9                          | Marion Norbert Riberolle   | France   | + 2 min 09 s |
| 10                         | Marthe Truyen              | Belgique | + 2 min 12 s |

## Tableau des médailles
| Rang  | Nation          | Or | Argent | Bronze | Total |
| ----- | --------------- | -- | ------ | ------ | ----- |
| 1     | Pays-Bas        | 4  | 2      | 2      | 8     |
| 2     | Grande-Bretagne | 1  | 0      | 0      | 1     |
| 3     | Belgique        | 0  | 3      | 2      | 5     |
| 4     | France          | 0  | 0      | 1      | 1     |
| Total | Total           | 5  | 5      | 5      | 15    |